# Sergio Holguín
Sergio Pedro Holguín Fierro, detto Cherokee (Ciudad Juárez, 15 aprile 1929 – ...), è stato un cestista messicano.